# Anders Meinhardt
Anders Meinhardt (født 30. oktober 1981 i København) er en dansk trommeslager.
Han startede Live drum and bass bandet F.U.K.T i 2003. De udgav 2 Albums Play with Fire (2006) og Falling (2011) og turnerede i Danmark, Sverige, Norge, England, Holland og Belgien. I 2010 blev han blev han sponsoreret af trommemærket Pearl  og lavede i årene efter en masse trommeclinics i Europa.
Blev sidenhen hyret som trommeslager for bl.a. Suspekt, L.O.C, U$O, Burhan G, Yepha, Kwamie Liv, Black Daniels, Gulddreng, Xander, Ankerstjerne, Ida Corr og er stadigvæk aktiv trommeslager med Medina og Johnson anno 2023.